# Raimund Ochabauer

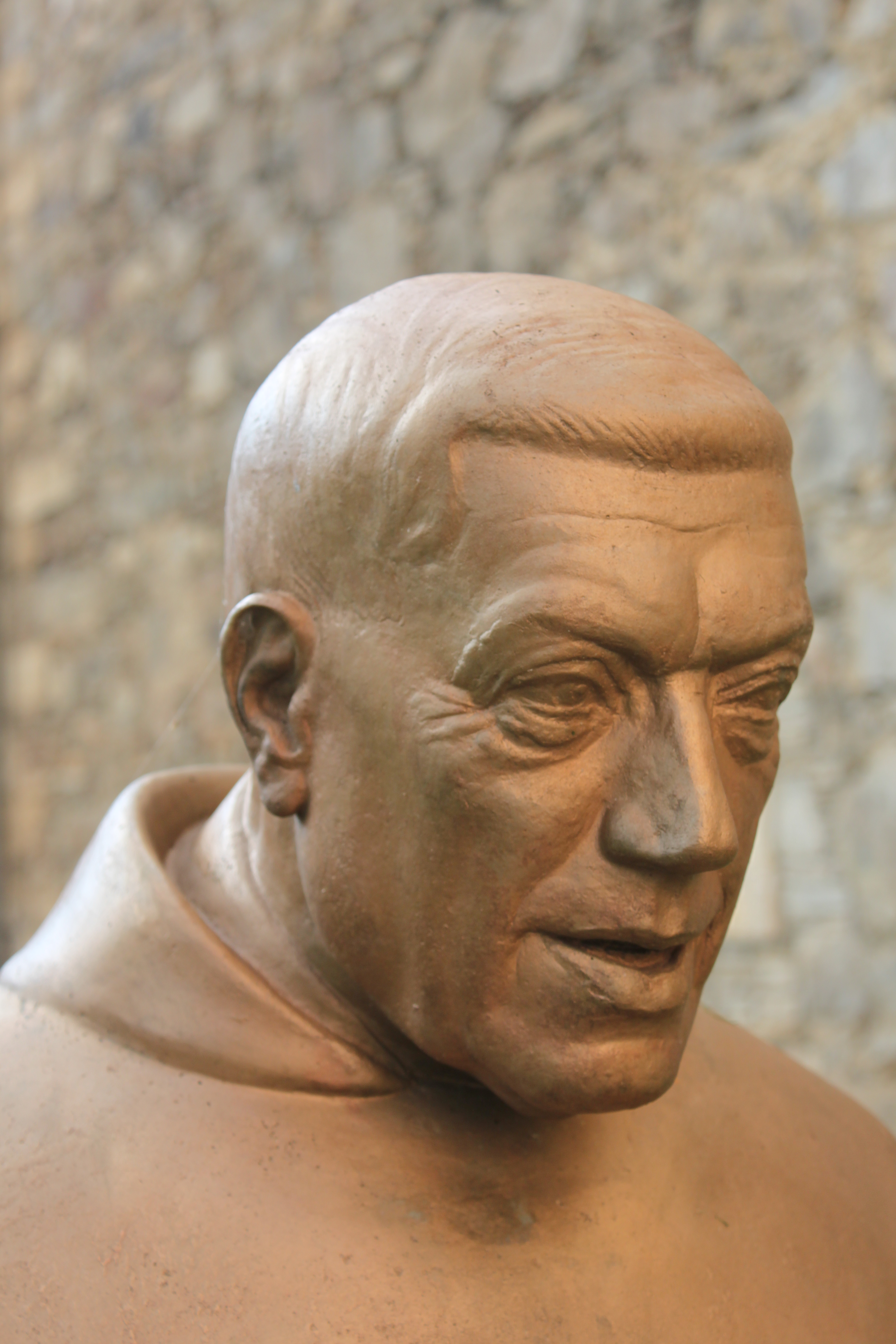
Porträt Raimund Ochabauer, Bronzeguss von Hannes Fladerer

Raimund Ochabauer (* 27. August 1935 in Fischbach, Steiermark; † 17. September 2009 in Pöllau, Steiermark) war ein österreichischer römisch-katholischer Priester. Er wurde der „österreichische Don Camillo“ genannt, war nicht nur Pfarrer, sondern auch Medienstar, Theaterschauspieler und Tourismusobmann.

## Leben
Raimund Ochabauer wurde als Sohn einer Bauernfamilie geboren und wuchs mit drei Geschwistern auf. Der jüngste Bruder starb jedoch in jungen Jahren bei einem Arbeitsunfall. Zunächst wollte Ochabauer Maurer werden, doch die Erfahrungen im Zweiten Weltkrieg und seine Kontakte mit dem damaligen Pfarrer von Fischbach ermutigten ihn, den Beruf des Priesters zu ergreifen.
1945 trat er in Graz ins Bischöfliche Gymnasium ein und absolvierte 1955 die Matura. Schließlich studierte Ochabauer Katholische Theologie und empfing am 5. Juli 1959 durch den Bischof der Diözese Graz-Seckau, Josef Schoiswohl, die Priesterweihe. Seine erste Stelle als Kaplan erhielt er in Sankt Stefan ob Stainz. Danach war Ochabauer in zahlreichen steirischen Gemeinden als Kaplan tätig, darunter in Murau, Hartberg, Weiz und Graz. Am 15. August 1975 wurde er Pfarrer in Pöllau.
Ochabauer, der im Juli 2009 noch sein 50-jähriges Priesterjubiläum feierte, starb nur wenige Monate später, im Alter von 74 Jahren, an Krebs.

## Wirken
Raimund Ochabauer zählte vor allem durch seinen offenen Umgang mit den steirischen Medien, vor allem jedoch mit dem Fernsehen, zu einem der bekanntesten Geistlichen der Steiermark. Durch seine Ähnlichkeit mit dem französischen Komiker Fernandel, dem Darsteller des Don Camillo in den gleichnamigen Filmen, erhielt auch Ochabauer den Spitznamen Don Camillo. Auch war der Volkspfarrer, wie er oft genannt wurde, selbst oft als Laienschauspieler tätig, und trat auf Volkstheaterbühnen auf. Unvergessen bleibt seine zweistündige Unterhaltung mit Thomas Gottschalk – auf Lateinisch.
Zudem stellte er seine Pfarrkirche in Pöllau gerne auch Künstlern und Sängern für ihre Auftritte zur Verfügung. Im August 2001 traute er in seiner Heimatkirche in Pöllau Sonja und Gerry Friedle (DJ Ötzi).